# Oscar Sabo
Oscar Sabo (né le 29 août 1881 à Vienne, mort le 2 mai 1969 à Berlin) est un acteur autrichien.

## Biographie
Sabo apprend le violon au Conservatoire Stern de Berlin et apparaît dans des pièces de théâtre en tant qu'acteur amateur à partir de 1900. Lorsque Max Reinhardt a connaissance de lui, Sabo reçoit un engagement au Berliner Theater.
Il participe principalement à des comédies et des opérettes, où il excelle en tant que chanteur. Il a un succès particulier en 1912 dans les deux opérettes de Walter Kollo Große Raisinen et Filmzauber. Avec la chanteuse Lisa Weise, il est le premier interprète de Untern Linden.
Il fait ses débuts au cinéma en 1910 en tant qu'acteur principal dans l'un des premiers films autrichiens, le court métrage comique Die böse Schwiegermutter, et tourne son premier film allemand Hanni, kehre zurück! Alles vergeben! en 1914. Sabo n'apparaît que sporadiquement dans les films muets ; ce n'est qu'à l'ère du cinéma parlant que le quinquagénaire devient un acteur de figuration récurrent. Il incarne des chauffeurs, des conducteurs, des policiers, des cochers, des postiers et autres personnages plutôt subalternes, qu'il dépeint généralement sous un aspect quelque peu humoristique.
Oscar Sabo meurt le 2 mai 1969 à 87 ans dans un hôpital de Berlin. Il est enterré dans le Waldfriedhof Heerstraße. Son fils Oscar Sabo junior, devenu également acteur, est enterré à ses côtés en 1978.

## Filmographie
- 1910 : Die böse Schwiegermutter
- 1914 : Hanni, kehre zurück! Alles vergeben!
- 1915 : Der Barbier von Filmersdorf (de)
- 1916 : Bummelstudenten (de)
- 1919: Jettatore
- 1922 : Sie und die Drei (de)
- 1922 : Der falsche Prinz
- 1922 : Boris Godounov
- 1924 : Gehetzte Menschen
- 1930 : Die Lindenwirtin
- 1930 : Der Hampelmann
- 1931 : Tempête dans un verre d'eau
- 1931 : Der kleine Seitensprung (de)
- 1931 : Er und seine Diener
- 1931 : Schön ist die Manöverzeit
- 1931 : Die spanische Fliege
- 1932 : Es wird schon wieder besser
- 1932 : Eine Nacht im Paradies
- 1932 : Gitta entdeckt ihr Herz (de)
- 1932 : Der Orlow (de)
- 1933 : Die Unschuld vom Lande
- 1933 : Der Läufer von Marathon
- 1933 : Schüsse an der Grenze
- 1933 : Poupée blonde
- 1933 : Hochzeit am Wolfgangsee
- 1933 : Zwei im Sonnenschein
- 1933 : Mädels von heute
- 1933 : Das lustige Kleeblatt
- 1933 : Das Lied der Sonne
- 1934 : Annette im Paradies
- 1934 : Rosen aus dem Süden
- 1934 : Parade de printemps
- 1934 : Erstens kommt es anders
- 1934 : L'Agent Schwenke (de)
- 1935 : Frischer Wind aus Kanada
- 1935 : Der blaue Diamant
- 1935 : Endstation
- 1935 : Wer wagt – gewinnt (de)
- 1935 : Liebesleute
- 1935 : Verlieb Dich nicht am Bodensee
- 1936 : Donaumelodien
- 1936 : Du même titre
- 1936 : Die Ballmutter
- 1936 : Der Zweck heiligt die Mittel
- 1937 : Gleisdreieck
- 1937 : Yette la divine
- 1937 : Steckbrief 606
- 1937 : Der Prüfstein
- 1937 : Das Bummelgenie
- 1938 : Permission sur parole (de)
- 1938 : Frau Sylvelin
- 1938 : Pieux mensonge
- 1938 : Le Cas du Dr. Deruga
- 1938 : Steputat & Col.
- 1939 : Spaßvögel
- 1939 : Silvesternacht am Alexanderplatz
- 1939 : Ich bin gleich wieder da
- 1939 : Umwege zum Glück
- 1939 : Die kluge Schwiegermutter (de)
- 1939 : Une femme sans passé
- 1939 : Die Geliebte (de)
- 1939 : Heimatland
- 1939 : In letzter Minute
- 1939 : Zwölf Minuten nach zwölf
- 1939 : Sommer, Sonne, Erika
- 1939 : In Sachen Herder contra Brandt
- 1939 : Verdacht auf Ursula
- 1939 : Onkel Fridolin
- 1939 : Evtl. spätere Heirat nicht ausgeschlossen
- 1940 : Verwandte sind auch Menschen
- 1940 : Tip auf Amalia
- 1940 : Le Mort qui se porte bien
- 1940 : Jeunes Filles d'aujourd'hui
- 1940 : Links der Isar – rechts der Spree
- 1940 : Der dunkle Punkt
- 1940 : Das leichte Mädchen
- 1940 : Falschmünzer
- 1940 : Fahrt ins Leben
- 1941 : Blutsbrüderschaft
- 1941 : Am Abend auf der Heide (de)
- 1941 : Unser kleiner Junge
- 1941 : L'Appel du devoir
- 1941 : Le Chemin de la liberté
- 1941 : Der Gasmann (de)
- 1941 : Metropol Revue
- 1942 : Das große Spiel
- 1942 : Fünftausend Mark Belohnung
- 1943 : Du gehörst zu mir
- 1943 : Liebesgeschichten
- 1943 : Gefährtin meines Sommers
- 1943 : Reise in die Vergangenheit
- 1944 : Ein schöner Tag
- 1944 : Famille Buchholz
- 1944 : Neigungsehe
- 1944 : Glück unterwegs
- 1944 : Musik in Salzburg (de)
- 1944 : Philharmoniker (de)
- 1945 : Das Leben geht weiter (de)
- 1945 : Eine alltägliche Geschichte
- 1949 : Wiener Mädeln
- 1950 : Wenn Männer schwindeln (de)
- 1950 : Drei Mädchen spinnen (de)
- 1951 : Eva im Frack (de)
- 1953 : Damenwahl (de)
- 1954 : L'Ange silencieux
- 1955 : Le Chemin du paradis
- 1956 : Facteur en jupons
- 1958 : Madeleine et le légionnaire (de)
- 1960 : Les Mystères d'Angkor
- 1961 : Zwei unter Millionen
- 1963 : La Nuit la plus longue